# Острова Фаддея
Острова́ Фадде́я — группа островов в море Лаптевых, у восточного побережья Таймырского полуострова, в районе Залива Фаддея к северо-востоку от мыса Фаддея. Залив, мыс и острова названы в честь святого Фаддея, поскольку положены на карту в день его памяти (21 января по Юлианскому календарю). Сделал это лейтенант Харитон Лаптев в 1739 году. Существует несостоятельная версия происхождения названия от имени Фаддея Беллинсгаузена, который, однако родился лишь спустя 40 лет, в 1778 году. Три наиболее крупных острова носят названия Северный, Восточный и Южный. Острова относятся к территории Красноярского края.

## Находки на островах Фаддея
В 1940 году группа советских моряков, занимавшихся гидрографическими работами, высадилась на острова Фаддея и обнаружила посуду, инструменты и другие предметы. Весной 1941 года на берегу залива Симса, в 100 км к юго-востоку от мыса Челюскина и в 60 км западнее островов Фаддея, нашли остатки древней избы из плавника с лежанкой и печью, а также украшения примерно XV—XVI веков изготовления. Также был найден бочонок с порохом и погнутый ствол пищали, топор, ножницы, колокольчик, синие стеклянные бусы, нательные кресты, оловянные тарелки, серебряные монеты, котлы, компас, огниво, солнечные часы, колчан для стрел. В 1945 году на месте находок работала специальная археологическая экспедиция, которая показала, что все предметы принадлежали группе русских мореплавателей XVII века и пролежали в Арктике более 300 лет.
По одной из версий, артефакты принадлежат неизвестной экспедиции русских мореходов, которые в конце 1610-х годов смогли обогнуть с севера полуостров Таймыр. Согласно другой версии, выдвинутой полярным исследователем Михаилом Беловым, были обнаружены останки зимовья участников похода Ивана Толстоухова 1680-х годов.
В 1736 году острова вновь открыл Василий Прончищев.